# NmG

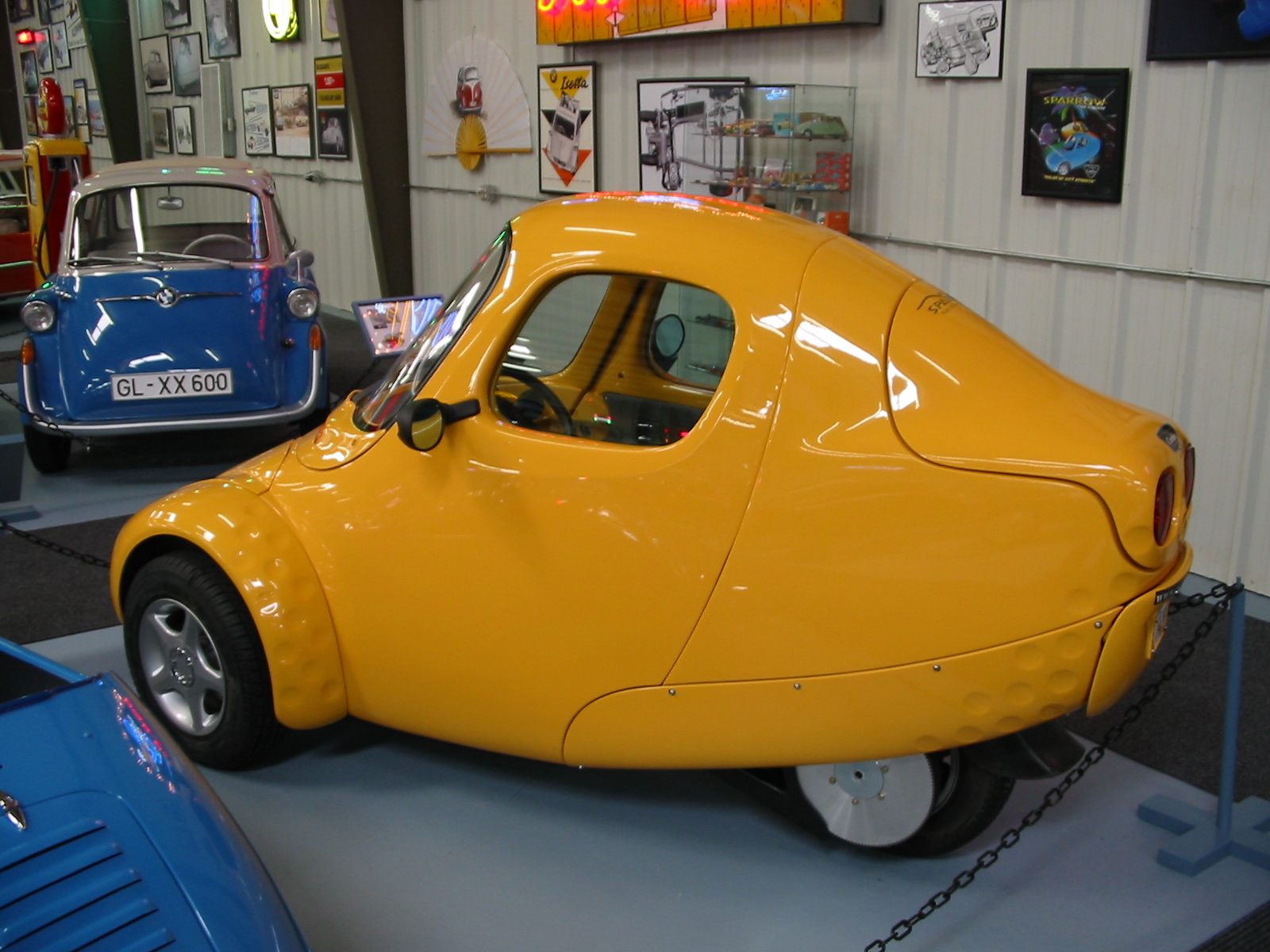
Ein Corbin Sparrow mit vergrößertem Gepäckabteil „pizza butt“

Der NmG (kurz für No more Gas – „Kein Benzin mehr“) ist ein in den Vereinigten Staaten produziertes und zugelassenes einsitziges, dreirädriges Elektroauto. Der Kleinstwagen wurde zunächst von 1999 bis 2003 vom Unternehmen Corbin Motors als Corbin Sparrow produziert. In den Vereinigten Staaten wurden ca. 300 Stück verkauft. Nach dem Bankrott von Corbin wird das Fahrzeug seit 2005 von Myers Motors in Tallmadge (Ohio) hergestellt.
Myers wirbt mit einer Höchstgeschwindigkeit von 76 Meilen pro Stunde (ca. 122 km/h, dem Tempolimit der meisten US-Staaten), einer Reichweite von 30 Meilen (ca. 48 km) und Stromverbrauchskosten von 20 US-Dollar auf 1000 gefahrene Meilen. Der Listenpreis des Fahrzeugs liegt bei ca. 30.000 US-Dollar.